# Relations entre l'Arménie et les Émirats arabes unis
Les relations entre l'Arménie et les Émirats arabes unis désignent les liens, échanges, confrontations, collaborations et rencontres, d’ordre économique, diplomatique, et culturel, qu’ont entretenus hier et entretiennent aujourd’hui l'Arménie et l'Émirats arabes unis.
Des relations officielles existent entre l'Arménie et les Émirats arabes unis. L'Arménie possède une ambassade à Abou Dabi, tandis que les Émirats arabes unis en possèdent une à Erevan.

## Histoire politique

### Conflit du Karabagh et établissement de relations
Lorsque l'Arménie retrouve son indépendance pour la première fois en 1991, elle est impliquée dans la sanglante première guerre du Haut-Karabagh, les deux pays n'ont donc pas de relations formelles, car les Émirats arabes unis sont à l'époque proches de l'Azerbaïdjan, une position qui est confirmée en 2018 par les Émirats arabes unis lors de leur discussion avec le gouvernement azerbaïdjanais selon laquelle le Karabagh fait partie intégrante de l'Azerbaïdjan. Néanmoins, les Émirats arabes unis et l'Arménie réussissent tout de même à établir des relations diplomatiques officielles.

### Alliance contre la Turquie
Ces dernières années, en raison de l'impérialisme turc croissant initié par Recep Tayyip Erdoğan, les relations entre les deux nations s'améliorent considérablement. Les Émirats arabes unis sont hostiles aux ambitions turques et s'opposent à son influence en Syrie, au Soudan et en Libye, tandis que les relations de l'Arménie avec la Turquie sont médiocres en raison du différend sur le génocide arménien.
Les dirigeants des Émirats arabes unis, dont le cheikh Khalifa ben Zayed Al Nahyane, félicitent l'Arménie d'avoir obtenu son indépendance de l'Union soviétique à l'occasion de la fête de l'indépendance le 21 septembre 2020.

### Génocide arménien
Les tensions croissantes entre les Émirats arabes unis et la Turquie incitent également les Émirats arabes unis à rechercher des liens plus étroits avec l'Arménie, ce qui entraîne une déclaration officielle en avril 2019 des Émirats arabes unis selon laquelle ils commencent lentement à reconnaître le génocide arménien. L'émirat d'Abou Dhabi devient le premier émirat à reconnaître le génocide en avril 2019.

## Relations économiques et militaires
En ce qui concerne le résultat du lien croissant entre l'Arménie et les Émirats, une coopération économique et militaire croissante est observée.
Pendant la guerre du Haut-Karabagh avec l'Azerbaïdjan en 2020, le président arménien Armen Sarkissian est invité à prononcer un discours sur la chaîne émiratie-saoudienne Al-Arabiya, exhortant la communauté internationale à empêcher la Turquie d'intervenir dans le conflit. Peu de temps après la fin de la guerre, Sarkissian effectue une visite aux Émirats arabes unis, où il rencontre le prince héritier d'Abou Dhabi, Mohammed ben Zayed Al Nahyane et discute de la coopération bilatérale entre les pays.